# Mordellistena nunenmacheri
Mordellistena nunenmacheri är en skalbaggsart som beskrevs av Liljeblad 1918. Mordellistena nunenmacheri ingår i släktet Mordellistena och familjen tornbaggar. Inga underarter finns listade i Catalogue of Life.